# قاي بنسون (مقدم برامج إذاعية)
قاي بنسون (بالإنجليزية: Guy Benson)‏ هو مقدم برامج إذاعية أمريكي، ولد في 7 مارس 1985 في السعودية.

## وصلات خارجية
- الموقع الرسمي